# Rzążew
Rzążew – wieś w Polsce położona w województwie mazowieckim, w powiecie siedleckim, w gminie Zbuczyn. Ma status sołectwa. W latach 1975–1998 miejscowość administracyjnie należała do województwa siedleckiego.
Od 1937 roku działa we wsi Ochotnicza Straż Pożarna posiadająca własną remizę. Jednostka jest w posiadaniu dwóch samochodów ratowniczo-gaśniczych średniego GBA 2,5/16 Star 244 i ciężkiego GCBA 6/32 Jelcz 315. Na terenie wsi znajdują się: sklep spożywczy, przystanek PKS oraz niewielki staw przy remizie OSP. To typowa wieś placowa. Przez wieś przepływa ciek zwany Rzężawką.
Od nazwy wsi (gniazda) swe nazwisko wywodzi ród Rzążewskich. Z tej wsi pochodzą m.in.: poseł na Sejm RP Krzysztof Tchórzewski, ksiądz Wincenty Płudowski, ksiądz Artur Pióro.
Wierni Kościoła rzymskokatolickiego należą do parafii św. Stanisława i Aniołów Stróżów w Zbuczynie.  We wsi jest kaplica wybudowana wspólnymi siłami przez mieszkańców Rzążewa w 1991 roku. 

## Historia
Pierwsza wzmianka o wsi pochodzi z 1531 roku. Miejscowość za czasów króla Zygmunta I Starego jako Rząssów miała 2 łany. W XVI wieku znana była pod nazwami Rzazow i Rzarzew – jako wieś szlachecka miała wtedy 55 domów. W roku 1552 posiadała 2 i 3/4 łana.
W 1827 roku miała 33 domy.

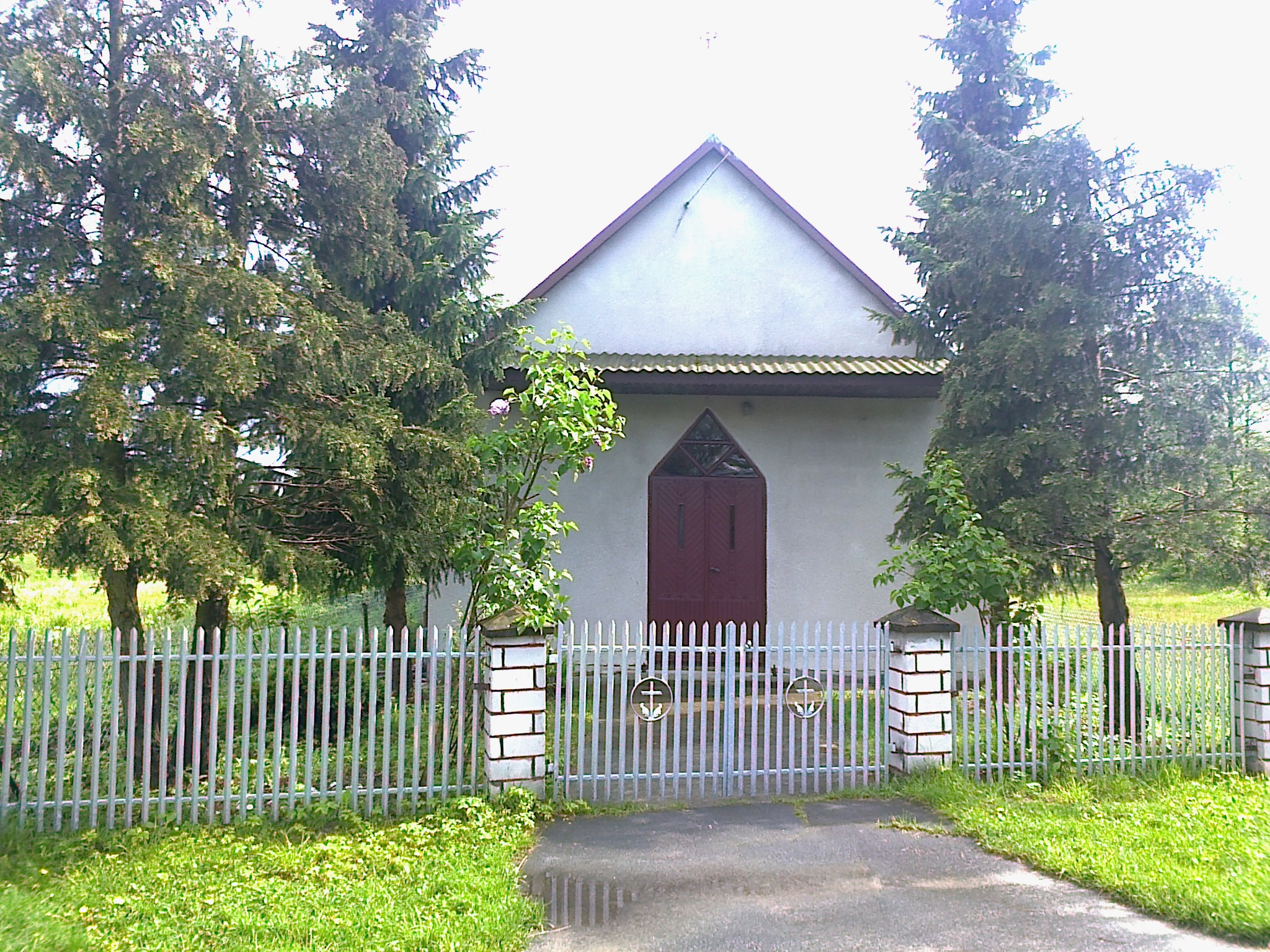
Kapliczka
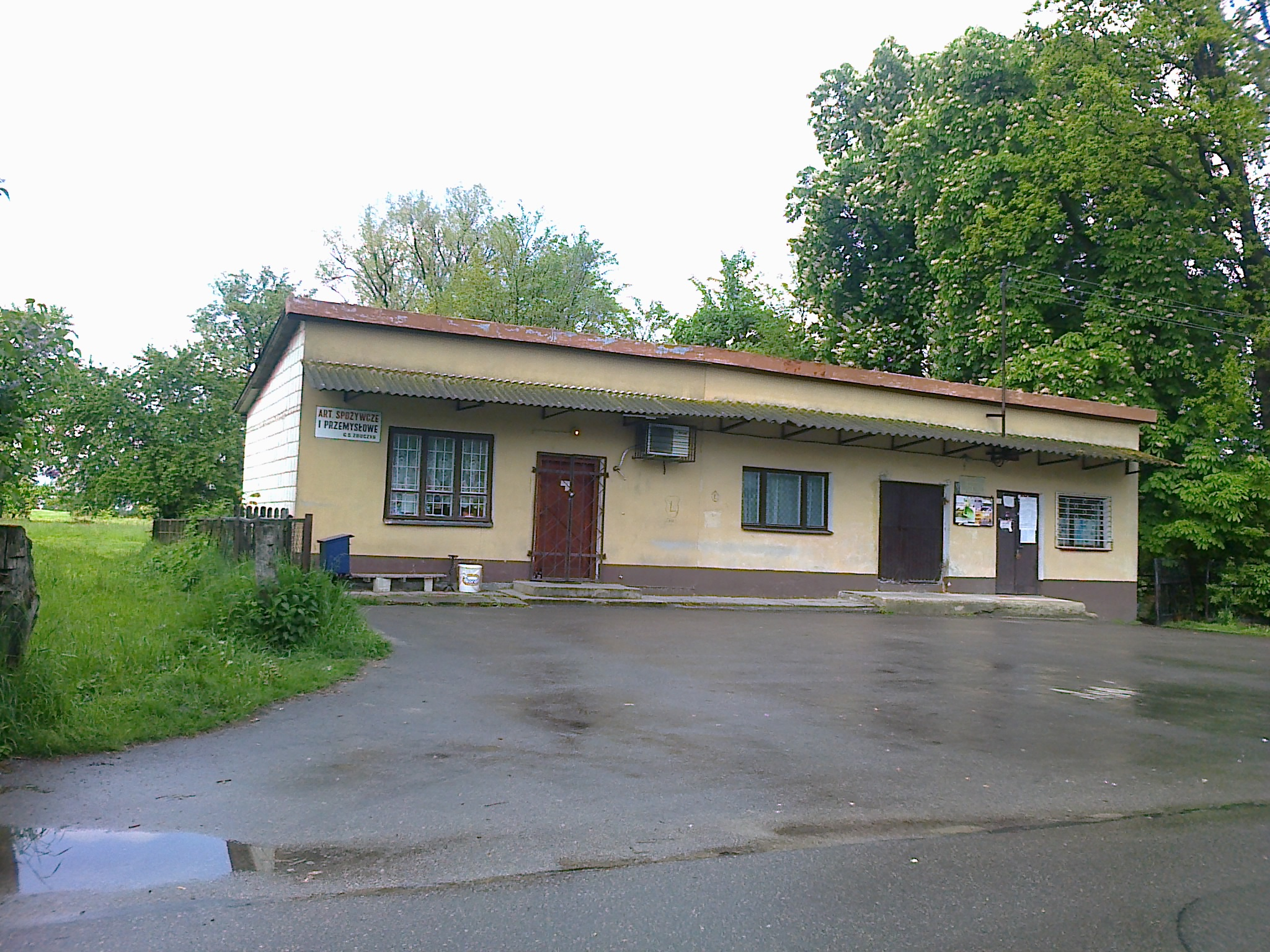
Sklep
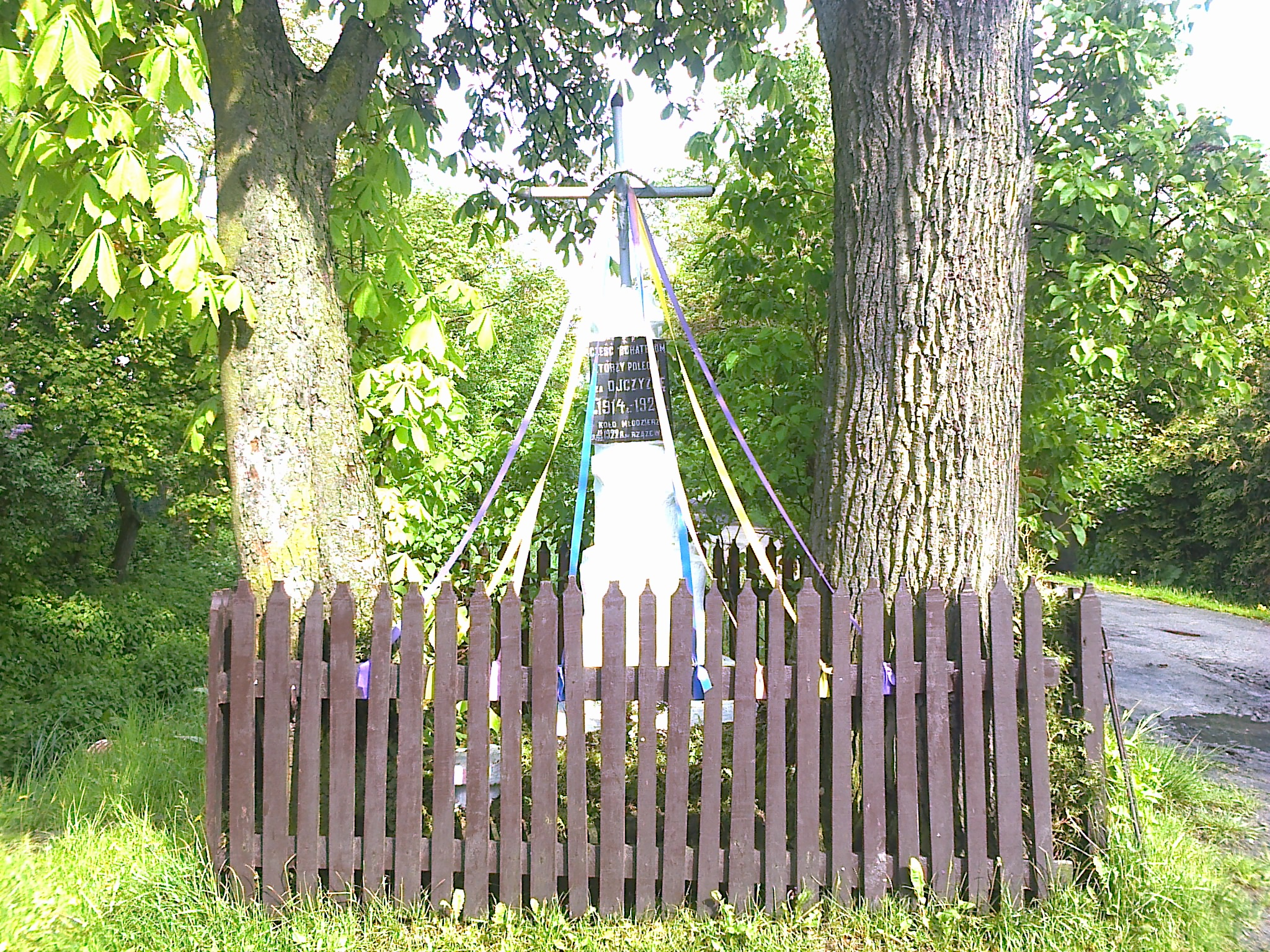
Pomnik poległych z I wojny światowej